# Йоан Вандала
Йоан вандала (Ioannes the Vandal) e военачалник на Източната Римска империя през 5 век.
по времето на император Теодосий II.
През 441 г. той е magister militum, magister utriusque militiae per Thracias на Тракия.
Тази година хуните, водени от Атила нахлуват на Балканите. Избухва и късотраеща война с персите.